# 水島新太郎
水島 新太郎（みずしま しんたろう、1967年2月17日 - ）は、日本の元俳優。父は漫画家の水島新司。東京都出身。

## 来歴
幼少時より父新司から野球の英才教育を受け、将来の左腕投手を目指し左利きに育てられた。1982年に野球の強豪校でもある堀越高等学校に入学。当然の如く野球部に所属したものの目立った活躍はできなかった。この時のチームメイトがその後共にたけし軍団入りをするサード長嶋こと長嶋猛である。
堀越高等学校卒業後は俳優の道に進もうとして、父にその旨を伝えると父は知人でもあり草野球仲間でもあるビートたけしに相談。たけしに「おかしな俳優の学校に行くくらいなら軍団で修行した方がいいのでは」とアドバイスされ、たけし軍団入りを決めた。その生い立ちから幾度となく芸名が変遷し、役者志向が決まったところで本名を名乗ることとなった。
たけし軍団セピアに所属する傍ら、高校卒業後は社会人野球チーム「東芝府中」でプレーしていた長嶋を誘って『おぼっちゃま』というアイドル志向のコンビを組み、4枚のシングルをリリース。しかし1年後、オフィス北野設立時に太田プロ企画であったこのコンビは自然消滅。以後、そのままたけし軍団の中に所属して活動を続けた。
1986年に起きたフライデー襲撃事件にたけし軍団の一人として参加して逮捕されたが、当時誕生日を迎えておらず未成年だった為「少年A（19）」と報道された。同じく逮捕された長嶋は、同学年だが誕生日を迎え既に20歳だったので実名報道されている。
1990年代に入ると本格的に芝居の道を志向し、自らの意思で太田プロに復帰。精力的に俳優活動を行っていたが、父に関するイベントに出演する頻度が多くなった関係で2000年代に芸能活動を引退。父新司が存命中はマネージメント業を中心に活動していた。

## 人物
父親譲りの無類の漫画好きであり、カルビープロ野球チップスカードのコレクターとしても知られている。鉄道マニアでもあり、父の漫画「ドカベン」に登場したブルートレイン学園は新太郎の鉄道好きがきっかけである。また、父の作品『極道くん』には自身がモデルとなった御坊土山というキャラクターが登場している。
プロ野球選手の松中信彦と、フリーアナウンサーの林恵子の仲立ちをして交際のきっかけを作った。その後2人は2000年に結婚している。
車はジープ・チェロキーを所有している（色はホワイト）。

## 所属事務所
太田プロダクション → オフィス北野 → 太田プロダクション → 水島プロダクション

## 出演

### テレビドラマ
- 同級生は13歳（1987年、フジテレビ） - 冬彦の級友 役
- ヨーシいくぞ!（1987年 - 1988年、TBS） - 田辺聖人 役
- 火曜スーパーワイド「湯の町駅伝」（1988年11月8日、朝日放送）
- 新春時代劇スペシャル「柳生十兵衛」（1990年1月5日、TBS）
- ザ・刑事（1990年、テレビ朝日）
- 火曜ミステリー劇場（テレビ朝日）
  - 「赤かぶ検事奮戦記 おしゃべり地蔵殺人事件」（1990年4月17日）
  - 「南青山コンビニ探偵24時間営業・美人ピアニスト殺人事件の謎」（1990年6月19日）
  - 「『スーパービュー踊り子』同窓会殺人旅行」（1991年6月4日）
  - 「子連れキャリアウーマンの変身大作戦」（1991年6月11日）
- 東京ストーリーズ 第33回「二股をかけられた女たち!」（1990年7月9日、フジテレビ）
- スクール・ウォーズ2（1990年 - 1991年、TBS） - 名村利幸 役
- それでも家を買いました（1991年、TBS） - 佐藤不二雄 役
- ヴァンサンカン・結婚（1991年、フジテレビ） - 友部俊一 役
- ジュニア・愛の関係（1992年、フジテレビ） - 鈴木弘 役
- 金曜ドラマシアター「主婦たちのざけんなョ!!II・子供作ルベカラズ」（1992年5月15日、フジテレビ） - 主人公の友人 役
- 俺たちルーキーコップ 第12話「大殊勲」 （1992年6月30日、TBS） - 町内の若い巡査 役
- ホテルドクター（1993年、朝日放送） - 川口勉 役
- わたしってブスだったの?（1993年、TBS） - 三宅悟 役
- 花王 愛の劇場「赤い迷宮」（1993年、TBS）
- 世にも奇妙な物語・冬の特別編「夢のつづき」（1995年1月4日、フジテレビ）
- 土曜ドラマ（NHK）
  - 遠い国からの殺人者（1995年）
- 火曜サスペンス劇場「九門法律相談所4 目撃者」（1995年12月12日、日本テレビ） - 高木刑事 役
- 幽霊のドロボー日記（1996年3月27日、フジテレビ）
- ビーファイターカブト 第9話「弟子入り落語怪物!!」（1996年4月28日、テレビ朝日） - 今今亭コン助 役
- 木曜時代劇「天晴れ夜十郎」（1996年 - 1997年、NHK） - 新八郎 役
- 土曜ワイド劇場「終着駅シリーズ3・街」（1997年3月22日、テレビ朝日）
- 女と愛とミステリー（テレビ東京・BSジャパン）
  - 「人間の証明2001」（2001年1月7日）
  - 「監察医・篠宮葉月 死体は語る」（2001年11月18日）
- 救命病棟24時 第2シリーズ 第7話「傷ついた白衣の天使」（2001年8月14日、フジテレビ）

### 映画
- ドカベン（1977年、東映） - 井之頭軍司 役
- クレイジーボーイズ（1988年、松竹富士） - 秀 役
- ほしをつぐもの（1990年、松竹富士） - 健児の長男・慶一 役
- ミスター・ベースボール（1992年、UIP） - 内田 役
- ドライビング・ハイ!（1993年、セガ・エンタープライゼス） - 松下誠一 役
- キッズ・リターン（1996年、オフィス北野） - ボクシング練習生 役
- 守ってあげたい!（2000年、ゼアリズエンタープライズ）
- ムルデカ17805（2001年、東宝） - 副官 役

### オリジナルビデオ
- 座頭女子高生ナミ（1991年）
- 工業哀歌バレーボーイズ（1992年） - 河井 役
- 戦争に行こうよ!（1994年） - 主演・杉山達明 役
- 戦争に行こうよ!!2（1994年） - 主演・杉山達明 役
- 濡れ軍師（1995年）
- 濡れ軍師2（1996年）
- 風俗の鉄人2 素股天国制服天国 第3話「ニッポン・ピュピュピュ!」（1997年） - 五輪金メダリスト選手 役
- 本気!18 血闘編（2001年）

### バラエティ番組
- ビートたけしのスポーツ大将（テレビ朝日系）
- 痛快なりゆき番組 風雲!たけし城（TBS系）
- 天才・たけしの元気が出るテレビ!!（日本テレビ系）
- OH!たけし（日本テレビ系）
- スーパーJOCKEY（日本テレビ系）
- ザ・スターボウリング（テレビ東京系） - 司会
- オールスター100人ビンゴクイズ（1991年12月30日、テレビ朝日系）
- 第30回新春かくし芸大会（1993年1月1日、フジテレビ系） - 白組の4番目で出演

### 野球中継
- とことん!ホークス（MONDO21）
- ドラマティック プロ野球・パ!（スポーツ・アイ ESPN）

### ラジオ
- 飛び出し美奈子とそれゆけおぼっちゃま（ニッポン放送） - サード長嶋、本田美奈子との番組

## ディスコグラフィ

### シングル
1. お母さま / 僕わかんない（おぼっちゃま名義、ビクター）明治製菓「ジャガ辛一番」CMソング
2. カッとび、倶楽部 / ダーティーヒーロー（おぼっちゃま名義、ビクター）
3. お嬢さま / おぼっちゃま（おぼっちゃま名義、ビクター）
4. 風雲!たけし城音頭（おぼっちゃまwithたけし軍団名義、ビクター）